# Louis Noir
Louis-Étienne Salmon, dit Louis Noir mais aussi Martial Blanc, né le 26 décembre 1837 à Pont-à-Mousson et mort le 29 janvier 1901 à Bois-le-Roi, est un journaliste et écrivain français, auteur notamment du roman d'aventures Surcouf, le roi de la mer.

## Biographie
Louis Noir est le fils de Joseph Jacques Salmon, horloger, et de Joséphine Élisabeth Noir. Il a pour frère cadet Victor Salmon, dit Victor Noir.
Pendant son enfance, il est scolarisé au séminaire de Verdun. La famille s'installe ensuite à Paris : Il y apprend divers métiers : apprenti horloger, garçon boulanger, commis des chemins de fer... 
À 17 ans, en 1854, il s'engage contractuellement dans le très prestigieux en son temps corps expéditionnaire dit Armée d'Afrique, auprès des zouaves, corps d'infanterie créé en Algérie en 1831, et participe à la guerre de Crimée (1853-1856), à l'interminable campagne d'Algérie (1830-1901) et à la campagne d'indépendance de l'Italie en 1859. Cette époque lui inspirera le sujet de son premier roman.  
Arrivé au terme de son contrat vers 1860, il quitte l'armée dont il reste colonel de la Garde nationale, c'est-à-dire réserviste, il se marie et devient journaliste puis romancier.  
Il est d'abord correspondant du journal La Patrie, puis rédacteur en chef du Journal du Peuple. Sous le pseudonyme de Louis Noir et quelquefois de Martial Blanc, il écrit de très nombreux romans d'aventure au contextes géographique et historique qui reflètent l'état d'esprit de son époque vis-à-vis des mondes extra-européens, empreint de glorification de l'Armée, de mélodrames, de péripéties aussi extraordinaires qu'invraisemblables. Ils paraitront en feuilleton dans divers journaux – l'Opinion nationale, La Petite Presse, La Semaine, Le Moniteur, Le Conteur – ainsi que dans Les Feuilletons illustrés et aux éditions Fayard.
En 1871, il s'établira à Bois-le-Roi, en Seine-et-Marne, jusqu'à sa mort en 1901 et dans le cimetière duquel il est inhumé.

## Anecdote
Dans sa collection de tableaux, cette commune de résidence de nombreux peintres possède un portrait de Louis Noir réalisé par son fils, Robert Noir, exposé au Salon de 1886.

## Publications

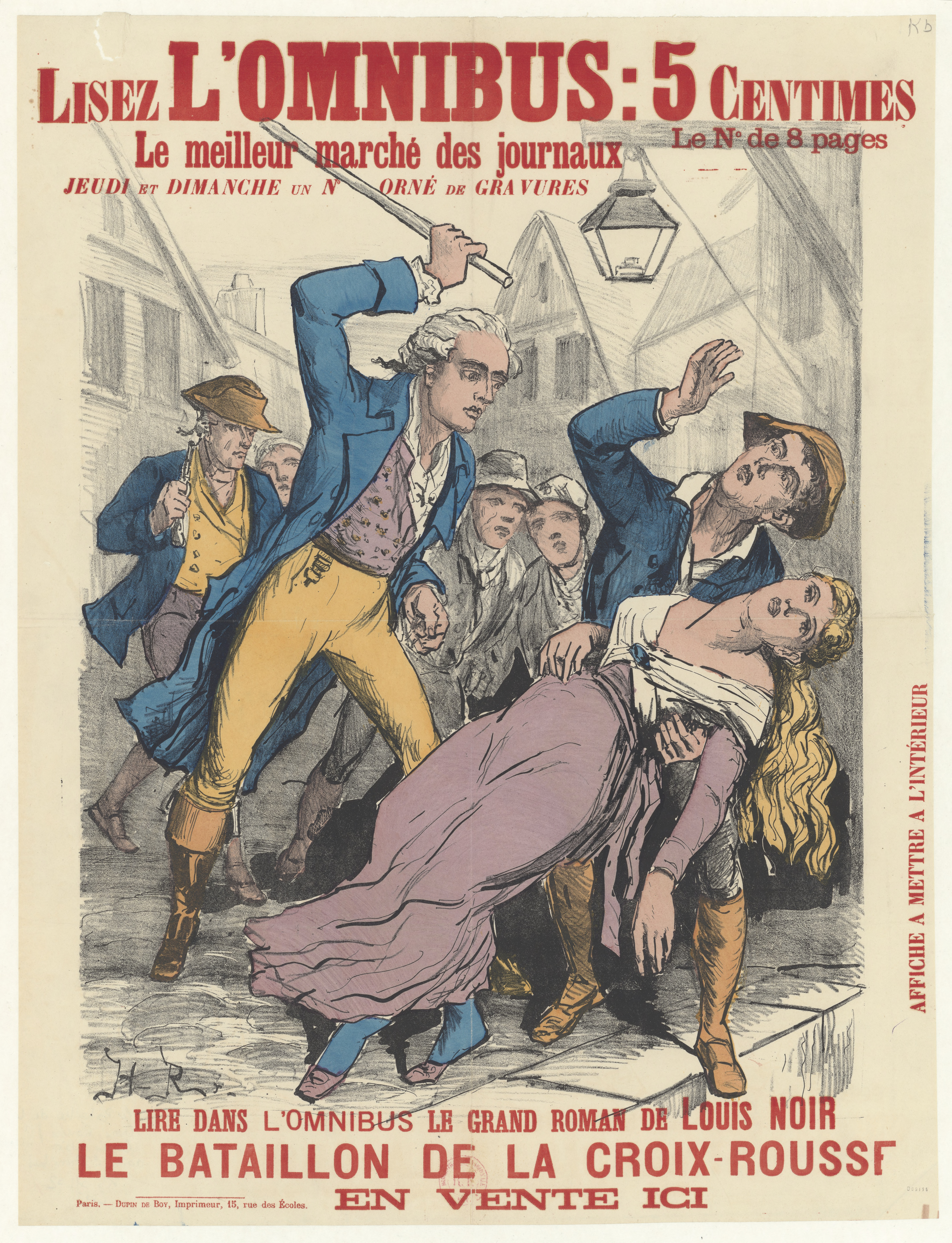
Publicité pour Le Bataillon de la Croix-Rousse.

Avec 229 publications, Louis Noir est sans conteste un romancier prolifique. Ses œuvres ont été cataloguées par la Bibliothèque nationale de France. Parmi ses œuvres :
- Le Voyageur mystérieux, grand roman d'aventures et de voyages, 1887 ; réédition Fayard, coll. « Livre populaire », 1930.
- Le Grenadier sans quartiers.
- La Tueuse d'éléphants.
- Les Amazones au Sahara.
- Le Sultan amoureux.
- Les Diamants roses.
- Une montagne d'or.
- En route pour le pôle.
- Un mariage polaire.
- Une chasse à courre au Pôle Nord.
- Une Française captive chez les Peaux rouges.
- Les Rubis du Colorado.
- Les Champs de rubis.
- La Vénus cuivrée (lire en ligne sur Gallica)
- Le Ballon fantôme.
- Le Grand sorcier.
- Le Pendu rouge du Niger.
- Les Prisonnières des Touaregs.
- Le Secret du chercheur d'or.
- La Colonne infernale.
- Le Bataillon de la Croix-Rousse.
- Souvenirs d'un zouave, campagne du Crimée, l'Alma, A. Faure, 1868 (lire en ligne sur Gallica)
- Trésor caché, E. Flammarion, 1905 (lire en ligne sur Gallica)